# Alekséi Kitaev
Alekséi Yurievich Kitaev (ruso: Алексей Юрьевич Китаев; Moscú, Unión Soviética, 26 de agosto de 1963) es un profesor ruso-estadounidense de física del Instituto de Tecnología de California y miembro permanente del Instituto Kavli de Física Teórica. Es conocido por haber introducido el algoritmo cuántico de estimación de fase y el concepto de ordenador cuántico topológico mientras trabajaba en el Instituto Landau de Física Teórica. Por este trabajo recibió una beca MacArthur en 2008. También es conocido por introducir la clase de complejidad QMA y demostrar que el problema del hamiltoniano 2-local es QMA-completo, el resultado más completo para hamiltonianos k-locales. Kitaev también es conocido por sus contribuciones a la investigación sobre un modelo relevante para los investigadores de la correspondencia AdS/CFT iniciado por Subir Sachdev y Jinwu Ye; este modelo se conoce como el modelo Sachdev-Ye-Kitaev (SYK).

## Educación y carrera
Kitaev estudió en Rusia, donde se licenció en el Instituto de Física y Tecnología de Moscú (1986) y se doctoró en el Instituto Landau de Física Teórica (1989). Anteriormente fue investigador (1999-2001) en Microsoft Research, investigador asociado (1989-1998) en el Instituto Landau y profesor en Caltech (2002-actualidad).

## Premios y distinciones
En 2008, Kitaev recibió una beca MacArthur.
En julio de 2012 fue galardonado con el Premio Breakthrough de Física Fundamental, una creación del físico y empresario de Internet Yuri Milner.
En 2015, el CIFT le concedió conjuntamente la Medalla Dirac 2015.
En 2017 fue, junto con Xiao-Gang Wen, el ganador del Premio Oliver E. Buckley de Materia Condensada.
En 2021, fue elegido miembro de la Academia Nacional de Ciencias de los Estados Unidos.

## Posiciones políticas
En febrero-marzo de 2022, firmó una carta abierta de los galardonados con el Premio Breakthrough en la que condenaban la invasión rusa de Ucrania de 2022.